# L'arbre de la sang
L'arbre de la sang (títol original en castellà El árbol de la sangre) és una pel·lícula dramàtica de 2018, coproducció d'Argentina i Espanya, dirigida per Julio Medem. Ha estat doblada al català. Es va estrenar en cinemes el 31 d'octubre de 2018. És protagonitzada per Úrsula Corberó i Álvaro Cervantes, en els papers de Rebeca i Marc. Najwa Nimri, Patricia López Arnaiz, Daniel Grao, Joaquín Furriel, Maria Molins, Emilio Gutiérrez Caba, Luisa Gavasa, Josep Maria Pou i Ángela Molina completen el repartiment principal.

## Sinopsi
El seu argument segueix a Rebeca (Úrsula Corberó) i Marc (Álvaro Cervantes), una jove parella que viatja fins a un antic caseriu que va pertànyer a la seva família. Allí escriuran la història comuna de les seves arrels familiars creant així un gran arbre genealògic on s'acullen relacions d'amor, desamor, sexe, bogeria, gelosia, infidelitats... i sota el qual també jeu una història repleta de secrets i tragèdies.

## Repartiment
- Úrsula Corberó – Rebeca
- Álvaro Cervantes – Marc
- Najwa Nimri – Macarena
- Patricia López Arnaiz – Amaia
- Daniel Grao – Víctor
- Joaquín Furriel – Olmo
- Maria Molins – Nuria
- Emilio Gutiérrez Caba – Pío
- Luisa Gavasa – Candela
- Josep Maria Pou – Jacinto
- Ángela Molina – Julieta

## Nominacions
Lucas Vidal fou nominat al Premi Feroz a la millor música original.